# Godzilla Raids Again
Gojira No Gyakushū (ゴジラの逆襲,"Godzilla's Counterattack") no Brasil O Monstro de Fogo, é um filme japonês de 1955 do gênero Kaiju dirigido por Motoyoshi Oda, com efeitos especiais de Eiji Tsuburaya e distribuído pela Toho Studios. É o segundo filme na franquia Godzilla e o primeiro a apresentar outro monstro gigante no mesmo filme para lutar com Godzilla, algo que se tornaria um padrão para a franquia até os dias atuais, também foi o segundo filme da Era Showa da série. Foi seguido pelo filme King Kong vs Godzilla.

## Sinopse
Um ano depois da derrota de Godzilla, dois pilotos descobrem em uma ilha deserta um monstro gigante da mesma espécie brigando com outro animal gigantesco, o Anguirus. Os dois animais caem no mar e levam sua disputa para a costa do Japão onde começam a causar destruição por onde passam. Agora as autoridades japonesas lutam para conter os danos e tentam a todo custo deter esse novo Godzilla e seu oponente.

## Produção
O projeto foi impulsionado pelo produtor executivo Iawo Mori que procurou o produtor Tomoyuki Tanaka para que começasse imediatamente a produção de um segundo filme do Godzilla, com a intenção de capitalizar em cima do sucesso do original antes que o momento acabasse, Oda foi escolhido para dirigir o longa já que Ishirō Honda, o diretor do original estava ocupado dirigindo seu novo filme Love Makeup. 

## Lançamento
Godzilla Raids Again foi lançado em 24 de abril de 1955, apenas um ano após o primeiro filme. Apesar da estratégia de lançar uma sequencia o mais rápido possível, o filme teve uma bilheteria inferior ao seu antecessor, foi um desapontamento para o público e para a Toho e um fracasso de crítica. Tanaka mais tarde admitiu que a equipe teve pouquíssimo tempo para desenvolver um bom conceito para a sequência e para produzir o longa, com várias mudanças de roteiro tendo que acontecer para se encaixar com a data de lançamento. 
Uma versão fortemente reeditada foi lançada nos Estados Unidos apenas em 2 de junho de 1959 distribuído pela Warner Bros. e com o título Gigantis: The Fire Monster. Depois disso a série entrou em um hiato que durou até 1962 com o lançamento de King Kong vs Godzilla.